# Liste d'écrivains du Kazakhstan
Cet article donne une liste alphabétique non exhaustive d'écrivains du Kazakhstan :

## Écrivains du Kazakhstan
- Ibrahim Altynsarin (1841 - 1889),
- Aron Atabek (1953 - 2021),
- Moukhtar Aouézov (1897 - 1961),
- Akhmet Baïtoursinoff (1873 - 1937),
- Alikhan Boukeïkhanov (1866 - 1937),
- Mirjaqip Dulatuli (1885 - 1935),
- Ilyas Esenberlin (1915 - 1983),
- Magjan Jumabayev (1893 - 1938),
- Qabdesh Jumadilov (1936 -),
- Bukhar-zhirau Kalmakanov (1693 - 1789),
- Bakhytjan Kanapianov (1951 -),
- Abaï Kounanbaïouly (1845 - 1904),
- Muqagali Maqatayev (1931 - 1976),
- Bejimbet Mailin (1894 - 1938)
- Baourjan Momych-Ouli (1910 - 1982)
- Sabit Mukanov (1900 - 1973),
- Gabit Musirepov (1902—1985),
- Saken Seïfoulline (1894 - 1939),
- Moukhtar Chakhanov (1942 -),
- Seitzhan Omarov (1907 - 1985)
- Olzhas Suleimenov (1936 -),
- Sultanmahmut Toraygirov (1893 - 1920),
- Tauman Torekhanov (1931 -),
- Tchokan Valikhanov (1835 - 1865),
- Ahmed Yasavi (1106 - 1166),

## Liste chronologique

### 1000
- Ahmed Yasavi (1106 - 1166)
- Bukhar-zhirau Kalmakanov (1693 - 1789)

### 1800
- Tchokan Valikhanov (1835 - 1865)
- Abaï Kounanbaïouly (1845 - 1904)
- Jamboul Jabayev (1846(1945)
- Alikhan Boukeïkhanov (1866 - 1937)
- Akhmet Baïtoursinoff (1873 - 1937)
- Mirjaqip Dulatuli (1885 - 1935)
- Magjan Jumabayev (1893 - 1938)
- Sultanmahmut Toraygirov (1893 - 1920)
- Bejimbet Mailin (1894 - 1938)
- Saken Seïfoulline (1894 - 1939)
- Moukhtar Aouézov (1897 - 1961)

### 1900
- Sabit Mukanov (1900 - 1973)
- Gabit Musirepov (1902—1985)
- Seitzhan Omarov (1907 - 1985)
- Baourjan Momych-Ouli (1910 - 1982)
- Ilyas Esenberlin (1915 - 1983)
- Tauman Torekhanov (1931 -)
- Muqagali Maqatayev (1931 - 1976)
- Olzhas Suleimenov (1936 -)
- Qabdesh Jumadilov (1936 -)
- Moukhtar Chakhanov (1942 -)
- Bakhytjan Kanapianov (1951 -)
- Aron Atabek (1953 - 2021)